# Eleutherodactylus saxatilis
Espèce
Synonymes
- Tomodactylus saxatilis Webb, 1962

Statut de conservation UICN

 EN B1ab(iii) : En danger
Eleutherodactylus saxatilis est une espèce d'amphibiens de la famille des Eleutherodactylidae.

## Répartition
Cette espèce est endémique au Mexique. Elle se rencontre au Sinaloa et au Durango vers 1 830 m d'altitude.

## Description
Le mâle holotype mesure 31,5 mm.

## Publication originale
- Webb, 1962 : A new species of frog (genus Tomodactylus) from Western Mexico. University of Kansas Publications Museum of Natural History, vol. 15, no 3, p. 175-181 (texte intégral).